# Pelouro
Pelouro designa cada um dos ramos ou áreas de atuação da administração municipal de Portugal, atribuídos a vereadores da câmara municipal para a gestão de setores específicos como urbanismo, educação, finanças, ambiente, entre outros. A atribuição de pelouros permite a descentralização de funções executivas dentro da câmara municipal, facilitando a gestão e responsabilização direta dos vereadores por determinadas áreas.

## Regime Jurídico
O regime jurídico dos pelouros está estabelecido na Lei n.º 169/99, de 18 de setembro, que define o quadro de competências e o funcionamento dos órgãos municipais e das freguesias.
Segundo esta lei, compete ao presidente da câmara municipal distribuir os pelouros pelos vereadores, delegando-lhes competências executivas em áreas específicas da administração local. Os vereadores com pelouro exercem funções executivas a tempo inteiro ou parcial, enquanto os vereadores sem pelouro, geralmente da oposição, não têm responsabilidade direta por áreas de gestão.

## História
A atribuição de pelouros é uma prática que remonta ao início do regime democrático em Portugal, sendo mencionada já na Lei n.º 79/77, de 25 de outubro, como "incumbência de tarefas específicas", e consolidada nos regimes jurídicos subsequentes. O conceito de pelouro pode ser equiparado, em sentido lato, a "serviço" ou "departamento" municipal, correspondendo a um conjunto de atribuições e competências delegadas pelo presidente da câmara.

## Equivalentes com outros países
| País       | Termo      | Órgão Executivo      | Estrutura Interna                    |
| ---------- | ---------- | -------------------- | ------------------------------------ |
| Portugal   | Pelouro    | Câmara Municipal     | Vereadores com pelouros              |
| Moçambique | Pelouro    | Conselho Municipal   | Vereadores com pelouros              |
| Brasil     | Secretaria | Prefeitura Municipal | Secretários municipais (sem pelouro) |

No Brasil, a prefeitura municipal é o órgão executivo do município, é comandada por um prefeito e dividida em secretarias municipais de governo, semelhante a pelouros, como educação, saúde ou meio ambiente. As secretarias municipais de governo podem ser chefiadas pelos próprios vereadores ou por cidadãos de conhecimento público e notório para o exercício daquela pasta, sendo um cargo de livre nomeação e livre exoneração por discricionariedade do chefe do poder executivo municipal.